# Cyrtodactylus awalriyantoi
Cyrtodactylus awalriyantoi — вид ящірок з родини геконових (Gekkonidae). Описаний у 2023 році.

## Етимологія
Видовий епітет awalriyantoi відноситься до індонезійського герпетолога Авала Ріянто. Він присвятив багато свого часу дослідженню індонезійських Cyrtodactylus, а також терпляче та постійно керував багатьма молодими систематиками земноводних і рептилій як з академічних установ, так і з незалежних посад. Крім того, його внесок у вивчення амфібій та інших рептилій є значним для індонезійських герпетологічних знань і збереження.

## Поширення
Ендемік Індонезії. Поширений лише на острові Суматра. Типове місцезнаходження — водоспад Сарасах Гасанг у селі Манінджау у регентстві Агам в провінції Західна Суматра.